# Wear Your Love Like Heaven
Wear Your Love Like Heaven è un singolo del cantautore scozzese Donovan, pubblicato nel 1967 ed estratto dall'album A Gift from a Flower to a Garden.

## Tracce
- 7"

1. A Gift from a Flower to a Garden
2. Oh, Gosh!

## Cover
Tra gli artisti che hanno realizzato una cover del brano vi sono Sarah McLachlan (in Island of Circles e in Solace), Eartha Kitt, They Might Be Giants e Richie Havens.